# Sinaly Diomandé
Sinaly Diomandé (* 9. April 2001 in Djékanou, Lacs) ist ein ivorischer Fußballspieler, der seit August 2024 beim französischen Erstligisten AJ Auxerre unter Vertrag steht. Der Innenverteidiger bestritt zwischen 2020 und 2022 elf Länderspiele für die Elfenbeinküste.

## Karriere

### Verein
Der in Djékanou, Lacs geborene Sinaly Diomandé spielte in seiner Jugend in seiner Heimatstadt in einer zum Netzwerk von JMG Football gehörenden Akademie sowie anschließend für den Guidars FC in Mali. Im September 2019 wechselte er zum französischen Erstligisten Olympique Lyon, wo er einen Vierjahresvertrag unterzeichnete. Dort verbrachte er seine erste Saison 2019/20 in der Reservemannschaft und spielte mit dieser in der viertklassigen Championnat National 2. Insgesamt kam der Innenverteidiger in 16 Ligaspielen zum Einsatz und eine starke Vorbereitung brachte ihm für die nächste Spielzeit 2020/21 einen Platz im Kader der ersten Mannschaft ein. Am 18. September 2020 (4. Spieltag) bestritt er beim torlosen Unentschieden gegen Olympique Nîmes sein Ligue-1-Debüt, als er in der 56. Spielminute für Léo Dubois eingewechselt wurde. Auch in den nächsten Ligapartien wurde er regelmäßig eingesetzt.
Im August 2024 wechselte Diomandé zu AJ Auxerre.

### Nationalmannschaft
Am 8. Oktober 2020 bestritt er beim 1:1-Unentschieden im Testspiel gegen Belgien sein Debüt für die ivorischer Nationalmannschaft. Sein zehntes und bisher letztes Länderspiel bestritt er am 16. November 2022 gegen Burundi.